# 赫魯茲凱 (基輔州)
50°17′52″N 29°45′17″E / 50.29778°N 29.75472°E

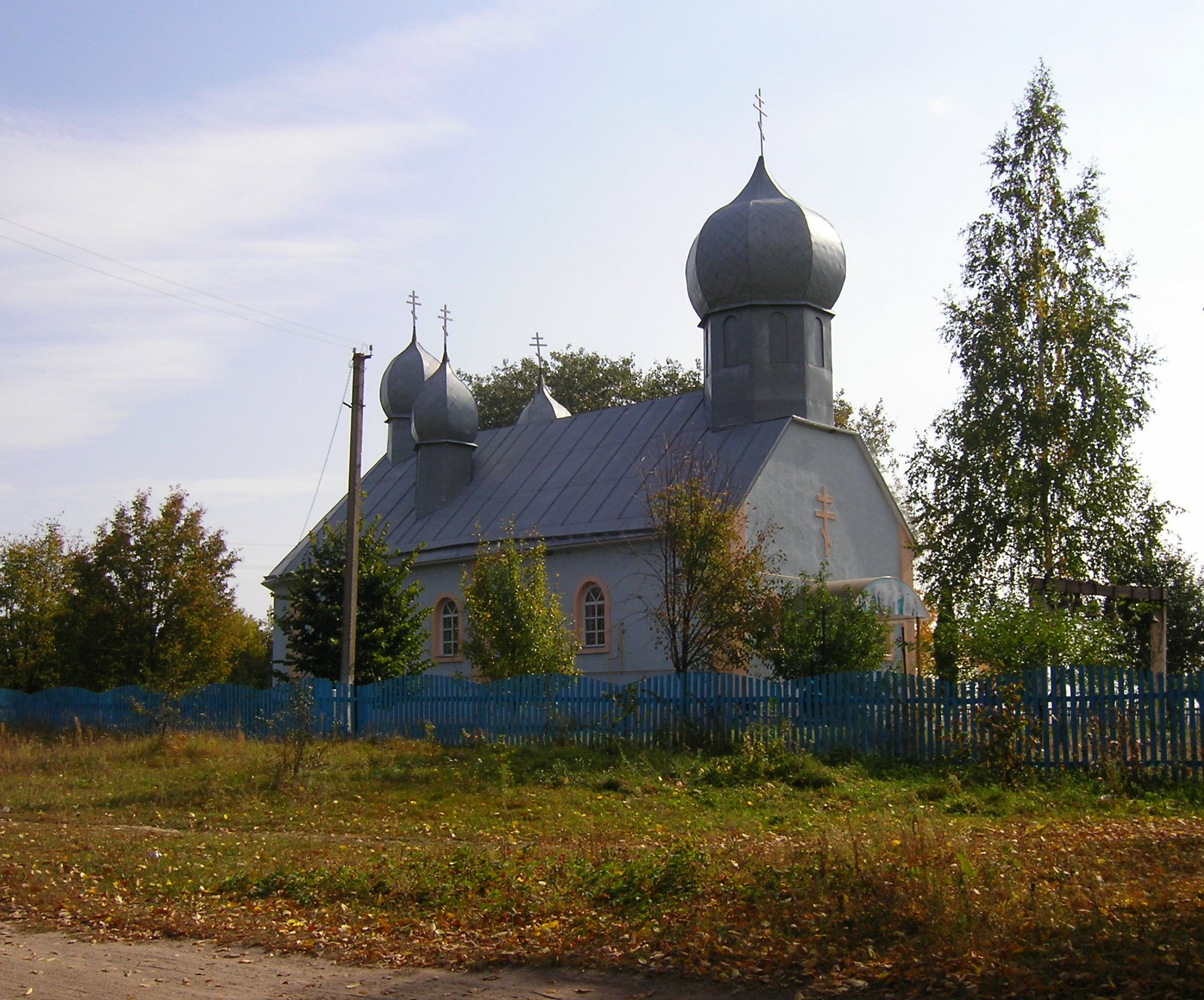
教堂

赫魯茲凱（羅馬化：Hruzke）是位於烏克蘭北部基辅州法斯蒂夫區贝希夫市镇的村莊。該村處於錫夫卡河畔，始建於1604年，面積0.483平方公里，海拔高度170米，2013年人口862。